# Sarasota Springs
Sarasota Springs es un lugar designado por el censo ubicado en el condado de Sarasota en el estado de Florida (Estados Unidos). En el Censo de 2010 tenía una población de 14.395 habitantes y una densidad poblacional de 1.533,22 personas por km².

## Geografía
Sarasota Springs se encuentra ubicado en las coordenadas 27°18′36″N 82°28′41″O / 27.31000, -82.47806. Según la Oficina del Censo de los Estados Unidos, Sarasota Springs tiene una superficie total de 9.39 km², de la cual 9.08 km² corresponden a tierra firme y (3.34%) 0.31 km² es agua.

## Demografía
Según el censo de 2010, había 14.395 personas residiendo en Sarasota Springs. La densidad de población era de 1.533,22 hab./km². De los 14.395 habitantes, Sarasota Springs estaba compuesto por el 92.66% blancos, el 1.88% eran afroamericanos, el 0.28% eran amerindios, el 0.97% eran asiáticos, el 0.01% eran isleños del Pacífico, el 1.97% eran de otras razas y el 2.24% pertenecían a dos o más razas. Del total de la población el 10.85% eran hispanos o latinos de cualquier raza.